# Дужа-Ководжа (холм)
Ду́жа-Ково́джа (пол. Duża Kowodrza) — холм в Кракове, находящийся на территории заповедника Сколчанка Белянско-Тынецкого ландшафтного парка в административном районе Дзельница VIII Дембники. Высота холма составляет 261 метра над уровнем моры.

## Туризм
Через холм проходит туристический маршрут с началом в бенедиктинском аббатстве в Тыньце через заповедник Сколчанка, холмы Остра-Гуру, Гродзиско и далее — берегом Вислы обратно до Бенедиктинского аббатства.